# Palestine Arab Workers Society
Die Palestine Arab Workers Society (PAWS; arabisch جمعية العمال العرب الفلسطينيين, DMG Ǧamʿiyyat al-ʿUmmāl al-ʿArabiyya al-Filasṭīniyya) war eine Gewerkschaft im britischen Mandatsgebiet Palästina. Sie wurde 1925 in Haifa von Mitgliedern der kurzlebigen Arabisch-jüdischen Bahnarbeitergewerkschaft gegründet und war bis zu der vermutlich von Mohammed Amin al-Husseini beauftragten Ermordung ihres Vorsitzenden Sami Taha am 12. September 1947 die wichtigste arabische Gewerkschaft Palästinas. Ihren Ausgangspunkt nahm sie bei Arbeitern der Palestine Railways, doch war es schon zu Beginn ihr erklärtes Ziel, arabisches Gegenstück der zionistischen Histadrut zu werden. Der Historiker Zachary Lockman bezeichnet die Leitung der PAWS als „eher konservativ“ und Sami Taha als den „Vorsteher des konservativeren Flügels in der arabisch-palästinensischen Gewerkschaftsbewegung“. Die PAWS ist nicht zu verwechseln mit der 1934 in Jerusalem gegründeten Arab Workers Society (AWS).

## Geschichte
Die Histadrut begann in den 1920er Jahren damit, mittels konkreter Maßnahmen das Ziel der sogenannten „jüdischen Arbeit“ anzustreben, um in den Betrieben arabische Arbeiter schrittweise durch jüdische Arbeiter zu ersetzen. Als eine wichtige Voraussetzung dafür galt es, dass sich die gewerkschaftliche Organisation arabischer Arbeiter getrennt von jener der jüdischen Arbeiter vollzog, wobei die Histadrut bei beiden eine Führungsrolle beanspruchte. Zu diesem Zweck gründete die Histadrut 1925 eine arabischsprachige Zeitung und einen als Rekrutierungszentrum geplanten Club in der Hafenstadt Haifa.
Arabische Bahnarbeiter in Haifa, von den für sie enttäuschenden früheren Versuchen, sich gemeinsam mit jüdischen Arbeitern zu organisieren, nicht entmutigt, entschieden sich 1925 zur Gründung einer ausschließlich arabischen Arbeitern vorbehaltenen Gewerkschaft. Mehrere der wichtigsten Gründungsmitglieder waren Zuwanderer aus Ägypten und dem französischen Mandatsgebiet Syrien, so beispielsweise der Muslim und arabische Nationalist Abd al-Hamid Haymur, ein ehemaliger Angestellter der Hedschasbahn, der als einflussreicher Organisator der PAWS meist im Hintergrund agierte. Er und sein Bruder Id Salim Haymur warben mit Hilfe des Drehers Said Qawwas, auch er ein ehemaliger Arbeiter der Hedschasbahn, erfolgreich um Unterstützung. Im Februar 1925 fanden sich etwa 200 Arbeiter in Haifa ein und wählten ein Gewerkschaftskomitee. Im Sommer 1925 nahm die auf mehrere hundert Mitglieder angewachsene Gewerkschaft den Namen Palestine Arab Workers Society an und wurde formal bei der britischen Verwaltung registriert. Weitere leitende Mitglieder der Anfangszeit waren Ilyas Asad, Ali al-Batar und Farid Kamil, die bereits Erfahrung aus Verhandlungen mit jüdischen Gewerkschaften mitbrachten. Wenige Jahre nach der Gründung entstand eine Landwirtschafts-Sektion in den Anbaugebieten für Zitrusfrüchte.
Im Januar 1930 berief die PAWS in Haifa den 1. Kongress arabischer Arbeiter Palästinas ein und konnte zur Hälfte auswärtige Teilnehmer mobilisieren, weiterhin überwogen noch die Bahnarbeiter der PAWS und ihrer Schwesterorganisation, der Arab Union of Railway Workers (AURW). Ziel war die Transformation von einer Bahnarbeitergewerkschaft zu einer alle Bereiche der Arbeit umfassenden Gewerkschaft. Die Gründergruppe aus Haifa überließ öffentliche Auftritte zunehmend Neuzugängern mit formaler Ausbildung wie dem 1915 in ʿArrabah bei Dschenin geborenen Sami Taha, der zu Beginn der 1930er Jahre seine Gewerkschaftslaufbahn am Hauptsitz der PAWS als Büroangestellter begonnen hatte. Im „Großen arabischen Aufstand“ war Taha ohne Prozess sechs Monate von den Briten inhaftiert worden. Rechtsberater der PAWS war Hanna Asfur. Außerhalb Haifas verfügten die lokalen Gewerkschaftssektionen über eine weitreichende Selbstständigkeit. Die Jerusalemer und Jaffaer Sektion bildeten laut dem Historiker Mark Tessler gemeinsam die Arab Laborers' Federation. Der lokale Gewerkschafter Khalil Shanir führte die Jaffaer PAWS jedenfalls eigenständig. 1944 war die Jaffaer Sektion kommunistisch und suchte erfolgreich die Konfrontation mit der Palestine Labor League, die der Histadrut angehörte.
1947 wuchsen die Spannungen zwischen der auf ihrer Eigenständigkeit beharrenden PAWS und den politischen Kräften um Mohammed Amin al-Husseini, der das Arabische Hohe Komitee anführte. Der verhandlungbereite Taha, mit eigenen parteipolitischen Ambitionen und guten Beziehungen mit im Exil lebenden Gegnern Husseinis, wie etwa Musa al-ʿAlami, wurde zunehmend angefeindet. Sami Taha wurde am 12. September 1947 vor seinem Haus in Haifa ermordet. Nach seinem Tod beeilte sich die Leitung der PAWS, dem Arabischen Hohen Komitee sogleich ihre Loyalität zuzusichern, inoffiziell führte die PAWS ihre Kontakte mit der Histadrut und der wegen ihrer Nähe zu den Naschaschibi ebenfalls ins Visier der Husseinis geratenen Arab Workers Society noch einige Monate fort. Der Zerfall der palästinensischen Gesellschaft im Zuge des ersten arabisch-israelischen Kriegs und der Nakba führte schließlich aber zur Flucht ins Ausland und zum Ende der PAWS.